# Mohammad Mojtahed Shabestari
Mohammad Mojtahed Shabestari (Tabriz, 1936) è un teologo, filosofo e intellettuale islamico riformista iraniano.

## Carriera accademica
Negli anni sessanta e settanta, nello spirito dello sciismo politico, Shabestari era molto vicino alle posizioni di intellettuali religiosi come Jalal Al-e Ahmad e Ali Shariati e religiosi impegnati in politica come Morteza Motahhari.
Nel 1970 Shabestari divenne direttore del Centro islamico sciita nella Moschea Imam Ali di Amburgo, posto successivamente occupato anche dal futuro presidente iraniano Mohammad Khatami.
Negli anni trascorsi ad Amburgo Shabestari si impegnò nel dialogo tra Islam e Cristianesimo ed allargò l'influenza della moschea aprendola a tutti i musulmani.
Appreso il tedesco, fu anche in grado di coltivare i suoi studi sulla  filosofia occidentale e la teologia cristiana, in particolar modo quella protestante.
Studiò, così, scritti di teologi quali Paul Tillich, Karl Barth e Karl Rahner come pure di filosofi quali Immanuel Kant, Wilhelm Dilthey e Hans-Georg Gadamer.
Dal 1985 Shabestari è titolare della cattedra di filosofia islamica all'Università di Tehran, dove insegna anche religione e teologia comparata. Organizza, inoltre, regolarmente conferenze internazionali sul tema del dialogo tra musulmani e cristiani.
A partire dai primi anni novanta ha pubblicato numerosi articoli su quotidiani e periodici di stampo liberale, discutendo sulla necessità di un approccio alla religione nuovo e più critico.

## Idee e contributi
Sebbene il contributo originale di Shabestari all'ermeneutica (la branca della teologia che si occupa dell'interpretazione dei testi sacri) sia piuttosto modesto, molto importante è, invece, in considerazione della notorietà, credito ed autorevolezza di cui gode, l'appoggio dato all'idea di una conoscenza religiosa come in continua trasformazione (in opposizione alla logica interpretativa letterale delle scritture da sempre maggioritaria nell'Islam) e la necessità di complementarla con fonti extra-religiose.
Nella visione di Shabestari ciò che è essenziale ed eterno sono i valori fondamentali dell'Islam e non come questi siano stati formulati o realizzati concretamente in un particolare periodo storico, inclusi i tempi di Maometto dai più presa acriticamente a riferimento:
In particolare, Shabestari condivide l'idea che si debba distinguere tra valori religiosi eterni e gli fatti e le applicazioni contingenti. Questo però richiede un tipo di conoscenza che non è, di per sé, compatibile con la legge islamica (fiqh) e ne stigmatizza il mancato sviluppo nella società islamica. Sottolinea, inoltre, la natura limitata della conoscenza religiosa in generale e della giurisprudenza religiosa in particolare.
Shabestari suggerisce anche che è stata la provvidenza divina a separare i valori religiosi dalle realtà secolari e nel suo libro "Naghdi Bar Ghera'at e Rasmi az Din" (Una critica alla interpretazione ufficiale della religione, dicembre 2000) giudica l'assolutismo religioso come ermeneuticamente semplicistico e realisticamente impraticabile.
Si erge anche a difensore delle idee moderne di individualismo, democrazia e diritti umani, sebbene nelle fonti islamiche non si trovi nessun riferimento al riguardo . Shabestari risolve questo problema osservando che la ragione umana evolve nel tempo e sviluppa sempre nuovi concetti (com'è successo nello specifico per la democrazia ed i diritti umani) che perciò non possono essere ritrovati nel Corano o nella Sunna, senza per questo contraddire in alcun modo la verità divina ivi rivelata.
Partendo dalla ermeneutica moderna, infine, Shabestari giunge alla conclusione che l'uomo non possa mai conoscere la verità assoluta di Dio.